# Quime
Quime är en ort i Bolivia.   Den ligger i departementet La Paz, i den centrala delen av landet, 300 km nordväst om huvudstaden Sucre. Quime ligger 3 063 meter över havet och antalet invånare är 2 404.
Terrängen runt Quime är huvudsakligen bergig, men åt sydost är den kuperad. Quime ligger nere i en dal. Runt Quime är det glesbefolkat, med 8 invånare per kvadratkilometer.. Det finns inga andra samhällen i närheten.
Trakten runt Quime består i huvudsak av gräsmarker.